# Friedrich Wilhelm Hoeder
Friedrich Wilhelm Hoeder auch Höder (* 13. Dezember 1713 in Cottbus; † um 1768 in Berlin) war ein deutscher  Maler und Radierer in der Zeit des Rokoko.

## Leben und Wirken
Friedrich Wilhelm Hoeder wurde in Cottbus als Sohn des Kunstmalers Johann Abraham Hoeder geboren. Wie sein Vater wählte er einen künstlerischen Beruf und ließ sich zum Maler ausbilden. Nach der Lehrzeit besuchte er die Königlich-Preußische Akademie der Künste und mechanischen Wissenschaften in Berlin, wo er offenbar beim preußischen Hofkünstler Antoine Pesne Malerei studierte. Darüber hinaus widmete er sich an der Accademia di San Luca in Rom dem Studium der Kunst der Antike. Zur Weiterbildung ging Hoeder 1736 mit Georg Friedrich Schmidt und Johann Georg Wille nach Paris und arbeitete als Schüler des Architektur- und Bühnenmalers Giovanni Niccolò Servandoni (1695–1766) an der Académie Royale de musique. Zurück in Berlin, fertigte er Dekorationsentwürfe für Goldschmiede, Sticker sowie Stoffweber und heiratete 1740 Anna Philippina Hübner, die Tochter des Hof- und Armaturmalers Andreas Hübner († nach 1744).
In der Regierungszeit des auf Sparsamkeit bedachten Friedrich Wilhelm I. hatten viele Künstler Preußen verlassen, weil sie kaum Aufträge von Seiten des Hofes bekamen. Das änderte sich im Jahre 1740 mit der Thronbesteigung Friedrich II. Der Sohn und Nachfolger des Soldatenkönigs legte Wert auf repräsentative Bauten und musste die nun fehlenden Künstler im In- und Ausland anwerben. Der gerade erst zum „Oberintendanten der königlichen Schlösser und Gärten“ ernannte Georg Wenzeslaus von Knobelsdorff betraute Hoeder mit den Wanddekorationen einiger Zimmer im Schloss Charlottenburg. Dort gestaltete er unter anderem die Wandvertäfelung der „Japanischen Kammer“ in der Wohnung der Königin Elisabeth Christine mit Motiven im chinoisen Stil. Die gleichen Motive wählte er für die Vertäfelung in der Schreibkammer Friedrichs des Großen im „Neuen Flügel“. Eine Beteiligung am Deckengemälde in der von Knobelsdorff entworfenen Königlichen Hofoper wird ihm ebenfalls zugeschrieben.
In Potsdam bemalte Hoeder 1746 die 52 Felder zwischen den Pilastern an der Gartenseite der Lustgartenmauer mit Schäferstücken und felsenartigen Kaskaden in Freskomalerei, wie Oberhofbaurat Heinrich Ludwig Manger in der „Baugeschichte von Potsdam“ berichtet, und dass die Malereien bereits 1789 durch unnütze Hände beschädigt und nicht mehr erkennbar gewesen seien. Im Schloss Sanssouci gestaltete Hoeder 1747 die holzgetäfelten Wände in drei Gästezimmern mit Ornamenten und Figuren im Stil der Chinoiserie. Seine von französischen Vorbildern und dem Augsburger Ornamentstich beeinflusste ornamentale Malerei ist bizarr und luftig, in zarten Farben und in Gold [oder Silber] gehöht angelegt, vereinzelt durch eine bunte Farbigkeit der Blumen und Blüten akzentuiert. 1748 fertigte er für das Theater im Potsdamer Stadtschloss Bühnendekorationen nach Vorgaben des italienischen Malers Innocente Bellavite (um 1692–1762).
Hoeder arbeitete nicht nur als Dekorationsmaler, sondern schuf auch Radierungen, besonders Kartuschen, Vasen und Fontänen im Rocaille-Stil sowie Porträts, Architektur-, Baum- und Blumenstudien, wie die Radierungen „Kaskade mit Muschelbecken“ oder seine letzte Arbeit, ein Knabe mit Hund im Lehnstuhl. Sechzehn seiner Werke erschienen 1760 zusammen mit Arbeiten von Knobelsdorff unter dem Titel „Sammlung geätzter Blätter von F. W. Höder und B. v. Knobelsdorff im Verlage bey A. L. Krüger in Potsdam.“ 1748 porträtierte ihn Antoine Pesne in Öl. Das Gemälde wird im Germanischen Nationalmuseum, Nürnberg aufbewahrt.